# Bazilisk
Bazilisk (Basiliscus basiliscus) je mali gušter koji živi u Srednjoj Americi u okolici rijeka i tokova. Poznat je po tome što posjeduje sposobnost trčanja na površini vode. 
Sa strane svakog prsta na stražnjim nogama su "peraje" koje mu omogućuju da pljuska vodu. One su skupljene kad bazilisk hoda po zemlji. Ako osjeća opasnost, počne vrlo brzo trčati po površini rijeke ili jezera. Dug je oko 75 cm s repom. Prehranu mu čine: kukci, mali sisavci, cvijeće i mali gmazovi, ptice i ribe. Prirodni neprijatelji su im ptice grabljivice, ribe, zmije, ostali veliki gmazovi i sisavci.
Oni također imaju "peraje" između prstiju. Manji baziliski mogu trčati 10 – 20 metara po vodi bez tonjenja. Mlađi baziliski mogu brže trčati od starijih. Kao i većina gmazova, bazilisk je aktivan noću. Imaju duge prste i oštre pandže. Uglavnom rast ispod noge, no mogu narasti i do  60 cm. Baziliski uglavnom teže od 200 – 600 grama. Uglavnom žive 7 – 8 godina, no u divljini neki umiru puno prije. Ženke liježu 2 – 18 jaja 5 – 8 puta godišnje. Bebe se izliježu za tri mjeseca, a teške su 2 grama. Njihova kamuflaža omogućuje im mirovanje i lakše skrivanje od neprijatelja.